# Anicla mahalpa
Anicla mahalpa är en fjärilsart som beskrevs av William Schaus 1898. Anicla mahalpa ingår i släktet Anicla och familjen nattflyn. Inga underarter finns listade i Catalogue of Life.